# إدراك عبر الوسائط
الإدراك الوسطي المتقاطع أو الإدراك عبر الوسائط (بالإنجليزية: Crossmodal)‏ هو الإدراك الحسي الذي يتضمن تفاعلات بين طريقتين حسيتين مختلفتين أو أكثر. تشمل الأمثلة: الحس المرافق والاستبدال الحسي وتأثير مكجورك، حيث تتفاعل الرؤية والسمع في إدراك الكلام.
دُرِس الإدراك الوسطي المتقاطع والتكامل الوسطي واللدونة الوسطية المتقاطعة للدماغ البشري بشكل متزايد في علم الأعصاب لاكتساب فهم أفضل للخصائص واسعة النطاق وطويلة المدى للدماغ. موضوع البحث ذي الصلة هو دراسة الإدراك متعدد الحواس والإدماج متعدد الحواس.

## كحركة ثقافية
يوصف بأنه تأليف للفن والعلوم وريادة الأعمال. بدأت حركة تعددية الوسائط كحركة في لندن في عام 2013. تركز الحركة على الجمع بين مواهب التخصصات المتميزة تقليديًا لإنجاز أعمال متماسكة. تمت مقارنة التبادلية بحركة الفن الدادية في القرن العشرين، بالإضافة إلى الأساليب الطليعية الأخرى مثل المستقبل والسريالية.

## روابط خارجية
- مجموعة أبحاث الوسائط المتقاطعة بجامعة أكسفورد
- مجموعة بحوث متعددة الحواس في جامعة أكسفورد نسخة محفوظة 2005-12-14 على موقع واي باك مشين.
- www.MULTISENSE.info
- الرؤية المتقاطعة لمشروع المكفوفين
- مشروع بحوث التعلم عبر الوسائط